# 和俗童子訓
『和俗童子訓』（わぞくどうじくん）は、江戸時代中期に、福岡藩の儒学者貝原益軒によって書かれた教育論である。『養生訓』『大和本草』などと並んで益軒の代表的な著作である。
1710年、益軒が81歳の時に執筆した日本初の体系的な教育書といわれている。児童の発展に応じた随年教法に基づく点に特徴があり、寺子屋での教育や明治以降の小学校教育に強い影響を与えたとされる。
益軒は儒教の子育て観の影響を強く受けており、たとえば三字経からの影響が指摘されている。

## 構成
- 一巻 総論上[1]
- 二巻 総論下[1]
- 三巻 随年教法、読書法[1]
- 四巻 手習法[1]
- 五巻 教女子法[1]